# Barbulifer enigmaticus
Barbulifer enigmaticus és una espècie de peix de la família dels gòbids i de l'ordre dels perciformes que habita als estats brasilers d'Espírito Santo, Rio de Janeiro i São Paulo. És un peix marí, de clima tropical i associat als esculls de corall. Els mascles poden assolir 2,4 cm de longitud total. Tenen 27 vèrtebres. És inofensiu per als humans.